# Waba
Waba ist eine Laufzeitumgebung für Kleinstrechner bzw. Handheld-Computer. Die virtuelle Maschine von Waba heißt WabaVM und kann Programme ausführen, die in einer Teilmenge der Programmiersprache Java implementiert wurden. Außerdem stellt Waba eine kleine Klassenbibliothek zur Verfügung.
Im Waba-Umfeld werden Java-Applets programmiert, die in einer WabaVM ausgeführt werden. Für die GUI-Programmierung stellt Waba hierzu einige der AWT nachempfundene Basisklassen bereit. Da Waba-Programme praktisch vereinfachte Java-Programme sind, werden sie auch mit einem herkömmlichen Java-Compiler in Bytecode übersetzt.
Die WabaVM ist eine frühe Portierung der Java-Laufzeitumgebung auf verschiedene Betriebssysteme für Kleinstgeräte wie Palm OS oder Windows CE und kann somit als Vorläufer der Java Platform, Micro Edition betrachtet werden. Für die ursprüngliche Version existiert sogar eine VM für MS-DOS, womit Waba die einzige Möglichkeit darstellt, Java-Programme für MS-DOS-Rechner zu erstellen. Andere VMs laufen auf Newton, Game Boy, iPaq und programmierbaren Taschenrechnern von Texas Instruments.

## Geschichte
Waba wurde 1999 vom Unternehmen Wabasoft Inc. veröffentlicht und steht unter der GNU General Public License (GPL). Die letzte, heute noch verfügbare Version 1.0b, stammt vom Februar 2000.
Die Entwicklung von Waba wurde 2000 eingestellt. Ein Nachfolger ist SuperWaba, das seit 2000 von Guilherme C. Hazan unabhängig von Waba entwickelt wurde. Dieser enthält beträchtliche Weiterentwicklungen, unterstützt jedoch einige der älteren Betriebssysteme nicht. Insbesondere gibt es keine MS-DOS-Portierung.